# Danh sách đĩa nhạc của Ellie Goulding
Nữ ca sĩ kiêm sáng tác nhạc người Anh Ellie Goulding đã phát hành 4 album phòng thu, 2 album phối lại, 8 đĩa mở rộng, 38 đĩa đơn (gồm 7 đĩa đơn hát phụ), 5 đĩa đơn quảng bá và 39 video âm nhạc. Đến tháng 3 năm 2020, Goulding đã tiêu thụ được 15 triệu bản album và 102 triệu bản đĩa đơn toàn cầu.
Sau khi ký hợp đồng với Polydor Records vào tháng 7 năm 2009, Goulding phát hành đĩa mở rộng (EP) đầu tay, An Introduction to Ellie Goulding vào tháng 12 cùng năm đó. Sau đó cô phát hành album phòng thu đầu tay, Lights, vào tháng 2 năm 2010. Album mở đầu tại vị trí quán quân trên bảng xếp hạng UK Albums Chart và được cấp chứng nhận Bạch kim từ Hiệp hội Công nghiệp Thu âm Vương quốc Anh (BPI). Album có 4 đĩa đơn: "Under the Sheets", "Starry Eyed", "Guns and Horses" and "The Writer", khi lần lượt đạt vị trí số 53, 4, 26 và 19 trên bảng xếp hạng UK Singles Chart. Vào tháng 11 năm 2010, album đã được tái phát hành với tên Bright Lights kèm theo 7 bài hát mới, bao gồm một bản cover từ Elton John mang tên "Your Song", đĩa đơn đạt vị trí thứ 2 trên bảng xếp hạng UK Singles Chart. Đĩa đơn thứ sáu từ album, "Lights", chỉ giành vị trí thứ 49 trên bảng xếp hạng Anh Quốc, nhưng lại trở thành bài hát có vị trí xếp hạng cao nhất của Goulding tại Hoa Kỳ và Canada, khi bài hát lần luợt đạt vị trí thứ 2 và 7.
Album phòng thu thứ hai của Goulding có tựa Halcyon ra mắt vào tháng 10 năm 2012 và giành vị trí quán quân tại Anh, đồng thời xuất hiện top 10 tại Canada, Đức và Hoa Kỳ. Cho đến nay, album đã giành 3 chứng nhận Bạch kim của BPI và một chứng nhận Vàng của Hiệp hội Công nghiệp ghi âm Hoa Kỳ (RIAA). Đĩa đơn mở đường cho album, "Anything Could Happen", trở thành bài hát thứ ba của Goulding vào top 5 tại Anh khi đạt vị trí thứ 5. Bài hát cũng trở thành đĩa đơn đầu tiên của cô lọt vào bảng xếp hạng của Úc (vị trí thứ 20) và thứ hai tại Billboard Hot 100 (vị trí thứ 47). Hai đĩa đơn theo sau "Figure 8" và "Explosions" lần lượt đạt vị trí thứ 33 và 13 tại Anh. Vào năm 2013, Goulding đã hợp tác với DJ Calvin Harris trong đĩa đơn "I Need Your Love", đạt vị trí thứ 4 ở UK Singles Chart. Cùng năm đó, album Halcyon được tái phát hành với tên Halcyon Days, với 10 bài hát mới. Album được hỗ trợ bởi đĩa đơn thứ tư "Burn", bài hát giúp cô có đĩa đơn quán quân đầu tiên tại Anh. Bài hát cũng trở thành một hit lớn của năm trên toàn cầu, lọt vào top 10 bảng xếp hạng của nhiều quốc gia khác nhau. Halcyon Days còn có thêm 2 đĩa đơn nữa: một bản cover "How Long Will I Love You" của The Waterboys và "Goodness Gracious".
Năm 2014, Goulding đã phát hành đĩa đơn "Beating Heart" cho album nhạc phim của phim Dị biệt (Divergent), và hợp tác với DJ Calvin Harris lần thứ hai với đĩa đơn "Outside". Năm tiếp theo, cô ra mắt đĩa đơn "Love Me like You Do" cho album nhạc phim của Năm mươi sắc thái (Fifty Shades of Grey). "Love Me like You Do" trở thành một hiện tượng toàn cầu, giúp Goulding có đĩa đơn quán quân thứ 2 tại Anh và top 10 tại nhiều nước khác. Album phòng thu thứ ba của Goulding, Delirium, được phát hành vào tháng 11 năm 2015 và đạt vị trí thứ 3 tại Anh, Hoa Kỳ và Úc, và lọt top 5 của 20 quốc gia khác. Album có 3 đĩa đơn: "On My Mind", "Army" và "Something in the Way You Move".

## Albums

### Album phòng thu
| Lights                                                                                     | - Phát hành: ngày 26 tháng 2 năm 2010 - Nhãn đĩa: Polydor - Định dạng: CD, LP, digital download | 1              | —              | 54             | 66             | —              | 42             | 6              | 28             | 90             | 21             | - WW: 1,600,000 - UK: 840,000 - US: 300,000 | - BPI: 2× Bạch kim - MC: Bạch kim - RIAA: Bạch kim                                                                   |
| Halcyon                                                                                    | - Phát hành: ngày 5 tháng 10 năm 2012 - Nhãn đĩa: Polydor - Định dạng: CD, LP, digital download | 1              | 16             | 14             | 8              | 85             | 8              | 1              | 3              | 7              | 9              | - UK: 1,250,000 - US: 522,000               | - BPI: 4× Bạch kim - ARIA: Vàng - BVMI: Gold - IFPI SWI: Gold - MC: 2× Bạch kim - RIAA: 2× Bạch kim - RMNZ: Bạch kim |
| Delirium                                                                                   | - Phát hành: ngày 6 tháng 11 năm 2015 - Nhãn đĩa: Polydor - Định dạng: CD, LP, digital download | 3              | 3              | 1              | 2              | 34             | 5              | 2              | 4              | 5              | 3              | - FRA: 7,000 - UK: 355,000 - US: 117,000    | - BPI: Bạch kim - MC: 2× Bạch kim - RIAA: Bạch kim                                                                   |
| Brightest Blue                                                                             | - Phát hành: ngày 17 tháng 7 năm 2020 - Nhãn đĩa: Polydor - Định dạng: CD, LP, digital download | 1              | 25             | 17             | 38             | 101            | 12             | 9              | 19             | 9              | 29             |                                             | - MC: Gold - RIAA: Gold                                                                                              |
| Higher Than Heaven                                                                         | - Phát hành: ngày 3 tháng 2 năm 2023 - Nhãn đĩa: Polydor - Định dạng: CD, LP, digital download  | To be released | To be released | To be released | To be released | To be released | To be released | To be released | To be released | To be released | To be released | To be released                              | To be released |
| "—" biểu thị bản thu không có trong bảng xếp hạng hoặc không được phát hành trong khu vực. |                                                                                                 |                |                |                |                |                |                |                |                |                |                |                                             | |

### Album tái phát hành
| Tên                                                                                        | Chi tiết                                                                                     | Vị trí xếp hạng cao nhất | Vị trí xếp hạng cao nhất | Vị trí xếp hạng cao nhất | Vị trí xếp hạng cao nhất | Vị trí xếp hạng cao nhất | Vị trí xếp hạng cao nhất |
| Tên                                                                                        | Chi tiết                                                                                     | AUS                      | AUT                      | BEL (FL)                 | FIN                      | NZ                       | SWE                      |
| ------------------------------------------------------------------------------------------ | -------------------------------------------------------------------------------------------- | ------------------------ | ------------------------ | ------------------------ | ------------------------ | ------------------------ | ------------------------ |
| Bright Lights                                                                              | - Phát hành: ngày 26 tháng 11 năm 2010 - Nhãn đĩa: Polydor - Định dạng: CD, digital download | —                        | 56                       | 179                      | —                        | —                        | —                        |
| Halcyon Days                                                                               | - Phát hành: ngày 23 tháng 8 năm 2013 - Nhãn đĩa: Polydor - Định dạng: CD, digital download  | 4                        | 23                       | —                        | 30                       | 1                        | 22                       |
| "—" biểu thị bản thu không có trong bảng xếp hạng hoặc không được phát hành trong khu vực. |                                                                                              |                          |                          |                          |                          |                          |                          |

### Album phối lại
| Tên                            | Chi tiết                                                                             |
| ------------------------------ | ------------------------------------------------------------------------------------ |
| Halcyon Days: The Remixes      | - Phát hành: ngày 27 tháng 5 năm 2014 - Nhãn đĩa: Polydor - Format: Digital download |
| Brightest Blue: Music for Calm | - Phát hành: ngày 8 tháng 1 năm 2021 - Nhãn đĩa: Polydor - Format: Digital download  |

## Đĩa mở rộng (EP)
| An Introduction to Ellie Goulding                                                          | - Phát hành: ngày 20 tháng 12 năm 2009 - Nhãn đĩa: Polydor - Định dạng: CD, digital download        | —   | —   |
| iTunes Festival: London 2010                                                               | - Phát hành: ngày 15 tháng 7 năm 2010 - Nhãn đĩa: Polydor - Format: Digital download                | —   | —   |
| Run into the Light                                                                         | - Phát hành: ngày 30 tháng 8 năm 2010 - Nhãn đĩa: Polydor - Format: Digital download                | 102 | —   |
| Live at Amoeba San Francisco                                                               | - Phát hành: ngày 21 tháng 11 năm 2011 - Nhãn đĩa: Interscope - Format: CD                          | —   | —   |
| iTunes Festival: London 2012                                                               | - Phát hành: ngày 19 tháng 11 năm 2012 - Nhãn đĩa: Polydor - Format: Digital download               | —   | —   |
| iTunes Festival: London 2013                                                               | - Phát hành: ngày 17 tháng 10 năm 2013 - Nhãn đĩa: Polydor - Format: Digital download               | —   | —   |
| iTunes Session                                                                             | - Phát hành: ngày 10 tháng 12 năm 2013 - Nhãn đĩa: Polydor - Format: Digital download               | —   | 190 |
| Songbook for Christmas                                                                     | - Phát hành: ngày 20 tháng 11 năm 2020 - Nhãn đĩa: Universal Music Group - Format: Digital download | —   | —   |
| "—" biểu thị bản thu không có trong bảng xếp hạng hoặc không được phát hành trong khu vực. | |     |     |

## Đĩa đơn

### Hát chính
| Tên                                                                                        | Năm  | Vị trí xếp hạng cao nhất | Vị trí xếp hạng cao nhất | Vị trí xếp hạng cao nhất | Vị trí xếp hạng cao nhất | Vị trí xếp hạng cao nhất | Vị trí xếp hạng cao nhất | Vị trí xếp hạng cao nhất | Vị trí xếp hạng cao nhất | Vị trí xếp hạng cao nhất | Vị trí xếp hạng cao nhất | Chứng nhận | Album                                                    |
| Tên                                                                                        | Năm  | UK                       | AUS                      | BEL (FL)                 | CAN                      | FRA                      | GER                      | IRE                      | NZ                       | SWI                      | US                       | Chứng nhận | Album                                                    |
| ------------------------------------------------------------------------------------------ | ---- | ------------------------ | ------------------------ | ------------------------ | ------------------------ | ------------------------ | ------------------------ | ------------------------ | ------------------------ | ------------------------ | ------------------------ | --- | -------------------------------------------------------- |
| "Under the Sheets"                                                                         | 2009 | 53                       | —                        | —                        | —                        | —                        | 91                       | —                        | —                        | —                        | —                        | | Lights                                                   |
| "Starry Eyed"                                                                              | 2010 | 4                        | —                        | —                        | —                        | —                        | 46                       | 4                        | 26                       | —                        | —                        | - BPI: Bạch kim - RIAA: Gold | Lights                                                   |
| "Guns and Horses"                                                                          | 2010 | 26                       | —                        | —                        | —                        | —                        | —                        | —                        | —                        | —                        | —                        | | Lights                                                   |
| "The Writer"                                                                               | 2010 | 19                       | —                        | —                        | —                        | —                        | —                        | —                        | —                        | —                        | —                        | | Lights                                                   |
| "Your Song"                                                                                | 2010 | 2                        | —                        | —                        | —                        | 126                      | 75                       | 5                        | —                        | 56                       | —                        | - BPI: 2× Bạch kim - RIAA: Gold | Bright Lights                                            |
| "Lights"                                                                                   | 2011 | 49                       | —                        | 10                       | 7                        | 29                       | 11                       | —                        | 16                       | 14                       | 2                        | - BPI: Gold - BEA: Gold - BVMI: Bạch kim - IFPI SWI: Bạch kim - RIAA: 6× Bạch kim - RMNZ: Vàng                                                                         | Bright Lights                                            |
| "Anything Could Happen"                                                                    | 2012 | 5                        | 20                       | 31                       | 37                       | —                        | 66                       | 16                       | 16                       | 68                       | 47                       | - BPI: Bạch kim - ARIA: Vàng - RIAA: 2× Bạch kim - RMNZ: Vàng | Halcyon                                                  |
| "Figure 8"                                                                                 | 2012 | 33                       | —                        | —                        | —                        | —                        | —                        | —                        | 7                        | —                        | —                        | - RMNZ: Bạch kim | Halcyon                                                  |
| "Explosions"                                                                               | 2013 | 13                       | —                        | —                        | —                        | —                        | —                        | 51                       | —                        | —                        | 100                      | - BPI: Silver | Halcyon                                                  |
| "Burn"                                                                                     | 2013 | 1                        | 6                        | 3                        | 14                       | 9                        | 4                        | 2                        | 7                        | 5                        | 13                       | - BPI: 2× Bạch kim - ARIA: 3× Bạch kim - BEA: Gold - BVMI: Bạch kim - IFPI SWI: Bạch kim - RIAA: 4× Bạch kim - RMNZ: Vàng                                              | Halcyon Days                                             |
| "How Long Will I Love You"                                                                 | 2013 | 3                        | 46                       | 3                        | —                        | —                        | —                        | 3                        | 6                        | 16                       | —                        | - BPI: 2× Bạch kim - ARIA: Vàng - BEA: Gold - RIAA: Gold - RMNZ: Vàng                                                                                                  | Halcyon Days                                             |
| "Goodness Gracious"                                                                        | 2014 | 16                       | 39                       | —                        | —                        | —                        | —                        | 10                       | —                        | —                        | —                        | | Halcyon Days                                             |
| "Beating Heart"                                                                            | 2014 | 9                        | 38                       | —                        | 79                       | 84                       | —                        | 8                        | 20                       | —                        | 88                       | - RIAA: Gold | Divergent: Original Motion Picture Soundtrack            |
| "Love Me like You Do"                                                                      | 2015 | 1                        | 1                        | 2                        | 3                        | 5                        | 1                        | 1                        | 1                        | 1                        | 3                        | - BPI: 3× Bạch kim - ARIA: 9× Bạch kim - BEA: Bạch kim - BVMI: 2× Bạch kim - IFPI SWI: Bạch kim - MC: 7× Bạch kim - RIAA: 7× Bạch kim - RMNZ: 2× Bạch kim - SNEP: Gold | Fifty Shades of Grey: Original Motion Picture Soundtrack |
| "On My Mind"                                                                               | 2015 | 5                        | 3                        | 10                       | 10                       | 61                       | 9                        | 6                        | 4                        | 17                       | 13                       | - BPI: Bạch kim - ARIA: 2× Bạch kim - BEA: Vàng - BVMI: Gold - MC: Bạch kim - RIAA: 2× Bạch kim - RMNZ: Bạch kim                                                       | Delirium                                                 |
| "Army"                                                                                     | 2016 | 20                       | 87                       | 41                       | —                        | —                        | —                        | 53                       | —                        | —                        | —                        | - BPI: Gold | Delirium                                                 |
| "Something in the Way You Move"                                                            | 2016 | 51                       | 46                       | 17                       | 59                       | 97                       | 70                       | 62                       | —                        | 58                       | 43                       | - RIAA: Gold | Delirium                                                 |
| "Still Falling for You"                                                                    | 2016 | 11                       | 21                       | 16                       | 62                       | 23                       | 33                       | 20                       | 20                       | 10                       | —                        | - BPI: Bạch kim - ARIA: Gold - BVMI: Gold - RIAA: Gold | Bridget Jones's Baby: Original Motion Picture Soundtrack |
| "First Time" (with Kygo)                                                                   | 2017 | 34                       | 29                       | —                        | 26                       | 34                       | 28                       | 21                       | 32                       | 14                       | 67                       | - BPI: Gold - ARIA: Bạch kim - IFPI SWI: Bạch kim - MC: 2× Bạch kim - RIAA: Gold - SNEP: Gold                                                                          | Stargazing                                               |
| "O Holy Night"                                                                             | 2017 | —                        | —                        | —                        | —                        | —                        | —                        | —                        | —                        | —                        | —                        | | Songbook for Christmas                                   |
| "Vincent"                                                                                  | 2018 | —                        | —                        | —                        | —                        | —                        | —                        | —                        | —                        | —                        | —                        | | Songbook for Christmas                                   |
| "Close to Me" (with Diplo and Swae Lee)                                                    | 2018 | 17                       | 25                       | 16                       | 24                       | 91                       | 44                       | 8                        | 17                       | 52                       | 24                       | - BPI: Gold - ARIA: 2× Bạch kim - BEA: Vàng - MC: 2× Bạch kim - RIAA: 2× Bạch kim - RMNZ: Vàng - SNEP: Gold                                                            | Brightest Blue                                           |
| "Flux"                                                                                     | 2019 | 97                       | —                        | —                        | —                        | —                        | —                        | —                        | —                        | —                        | —                        | | Brightest Blue                                           |
| "Sixteen"                                                                                  | 2019 | 21                       | 77                       | 50                       | —                        | —                        | 64                       | 20                       | —                        | 95                       | —                        | - BPI: Gold - RIAA: Gold | Brightest Blue                                           |
| "Hate Me" (with Juice Wrld)                                                                | 2019 | 33                       | 68                       | —                        | 33                       | —                        | 70                       | 33                       | —                        | —                        | 56                       | - BPI: Gold - MC: Bạch kim - RIAA: 3× Bạch kim - ARIA: Bạch kim | Brightest Blue                                           |
| "River"                                                                                    | 2019 | 1                        | —                        | —                        | —                        | —                        | —                        | —                        | —                        | —                        | —                        | - BPI: Silver | Songbook for Christmas                                   |
| "Worry About Me" (hợp tác cùng Blackbear)                                                  | 2020 | 78                       | —                        | —                        | —                        | —                        | —                        | —                        | —                        | —                        | —                        | | Brightest Blue                                           |
| "Power"                                                                                    | 2020 | 86                       | —                        | —                        | —                        | —                        | —                        | —                        | —                        | —                        | —                        | | Brightest Blue                                           |
| "Slow Grenade" (hợp tác cùng Lauv)                                                         | 2020 | —                        | —                        | —                        | —                        | —                        | —                        | —                        | —                        | —                        | —                        | | Brightest Blue                                           |
| "Love I'm Given"                                                                           | 2020 | —                        | —                        | —                        | —                        | —                        | —                        | —                        | —                        | —                        | —                        | | Brightest Blue                                           |
| "Easy Lover" (hợp tác cùng Big Sean)                                                       | 2022 | —                        | —                        | —                        | —                        | —                        | —                        | —                        | —                        | —                        | —                        | | Higher Than Heaven                                       |
| "All by Myself" (with Alok and Sigala)                                                     | 2022 | —                        | —                        | 26                       | —                        | —                        | —                        | —                        | —                        | —                        | —                        | | Higher Than Heaven                                       |
| "Let It Die"                                                                               | 2022 | —                        | —                        | —                        | —                        | —                        | —                        | —                        | —                        | —                        | —                        | | Higher Than Heaven                                       |
| "—" biểu thị bản thu không có trong bảng xếp hạng hoặc không được phát hành trong khu vực. |      |                          |                          |                          |                          |                          |                          |                          |                          |                          |                          | |                                                          |

### Hát phụ
| Tên                                                                                        | Năm  | Vị trí xếp hạng cao nhất | Vị trí xếp hạng cao nhất | Vị trí xếp hạng cao nhất | Vị trí xếp hạng cao nhất | Vị trí xếp hạng cao nhất | Vị trí xếp hạng cao nhất | Vị trí xếp hạng cao nhất | Vị trí xếp hạng cao nhất | Vị trí xếp hạng cao nhất | Vị trí xếp hạng cao nhất | Chứng nhận | Album                            |
| Tên                                                                                        | Năm  | UK                       | AUS                      | BEL (FL)                 | CAN                      | FRA                      | GER                      | IRE                      | NZ                       | SWI                      | US                       | Chứng nhận | Album                            |
| ------------------------------------------------------------------------------------------ | ---- | ------------------------ | ------------------------ | ------------------------ | ------------------------ | ------------------------ | ------------------------ | ------------------------ | ------------------------ | ------------------------ | ------------------------ | --- | -------------------------------- |
| "Wonderman" (Tinie Tempah hợp tác cùng Ellie Goulding)                                     | 2010 | 12                       | —                        | —                        | —                        | —                        | —                        | 16                       | —                        | —                        | —                        | - BPI: Gold | Disc-Overy                       |
| "I Need Your Love" (Calvin Harris hợp tác cùng Ellie Goulding)                             | 2013 | 4                        | 3                        | 8                        | 13                       | 10                       | 13                       | 6                        | 15                       | 6                        | 16                       | - BPI: Bạch kim - ARIA: 4× Bạch kim - BEA: Gold - BVMI: Bạch kim - MC: 3× Bạch kim - IFPI SWI: Bạch kim - RIAA: 2× Bạch kim - RMNZ: Vàng | 18 Months                        |
| "Flashlight" (DJ Fresh hợp tác cùng Ellie Goulding)                                        | 2014 | 47                       | —                        | —                        | —                        | —                        | —                        | —                        | —                        | —                        | —                        | | Đĩa đơn không nằm trong album    |
| "Outside" (Calvin Harris hợp tác cùng Ellie Goulding)                                      | 2014 | 6                        | 7                        | 8                        | 10                       | 19                       | 1                        | 5                        | 7                        | 5                        | 29                       | - BPI: Bạch kim - ARIA: 3× Bạch kim - BVMI: Gold - RIAA: 2× Bạch kim - RMNZ: Bạch kim                                                    | Motion                           |
| "Do They Know It's Christmas?" (as part of Band Aid 30)                                    | 2014 | 1                        | 3                        | 1                        | 8                        | 25                       | 2                        | 1                        | 2                        | 5                        | 63                       | - BPI: Gold | Đĩa đơn không nằm trong album    |
| "Powerful" (Major Lazer hợp tác cùng Ellie Goulding and Tarrus Riley)                      | 2015 | 54                       | 7                        | 30                       | 64                       | 78                       | 90                       | 77                       | 20                       | 53                       | 83                       | - BPI: Silver - ARIA: 2× Bạch kim - RIAA: Gold - RMNZ: Vàng                                                                              | Peace Is the Mission             |
| "Mama" (Clean Bandit hợp tác cùng Ellie Goulding)                                          | 2019 | 98                       | —                        | —                        | —                        | —                        | —                        | 97                       | —                        | —                        | —                        | | What Is Love?                    |
| "Return to Love" (Andrea Bocelli hợp tác cùng Ellie Goulding)                              | 2019 | —                        | —                        | —                        | —                        | —                        | —                        | —                        | —                        | —                        | —                        | | Sì Forever (The Diamond Edition) |
| "Times Like These" (as part of Live Lounge Allstars)                                       | 2020 | 1                        | —                        | 39                       | —                        | —                        | —                        | 64                       | —                        | —                        | —                        | | non-album singles                |
| "New Love" (Silk City hợp tác cùng Ellie Goulding)                                         | 2021 | 65                       | —                        | —                        | —                        | —                        | —                        | 81                       | —                        | —                        | —                        | | non-album singles                |
| "—" biểu thị bản thu không có trong bảng xếp hạng hoặc không được phát hành trong khu vực. |      |                          |                          |                          |                          |                          |                          |                          |                          |                          |                          | |                                  |

### Đĩa đơn quảng bá
| Tên                                                                                        | Năm  | Vị trí xếp hạng cao nhất | Vị trí xếp hạng cao nhất | Vị trí xếp hạng cao nhất | Vị trí xếp hạng cao nhất | Chứng nhận   | Album        |
| Tên                                                                                        | Năm  | UK                       | AUS                      | BEL (FL) Tip             | IRE                      | Chứng nhận   | Album        |
| ------------------------------------------------------------------------------------------ | ---- | ------------------------ | ------------------------ | ------------------------ | ------------------------ | ------------ | ------------ |
| "Wish I Stayed"                                                                            | 2009 | —                        | —                        | —                        | —                        |              | Lights       |
| "Hanging On" (hợp tác cùng Tinie Tempah)                                                   | 2012 | 144                      | —                        | —                        | —                        | - RIAA: Gold | Halcyon      |
| "You My Everything"                                                                        | 2013 | —                        | —                        | —                        | —                        |              | Halcyon Days |
| "Fall into the Sky" (Zedd and Lucky Date hợp tác cùng Ellie Goulding)                      | 2014 | —                        | —                        | 63                       | —                        |              | Clarity      |
| "Lost and Found"                                                                           | 2015 | 57                       | 70                       | —                        | 75                       |              | Delirium     |
| "—" biểu thị bản thu không có trong bảng xếp hạng hoặc không được phát hành trong khu vực. |      |                          |                          |                          |                          |              |              |

## Những bài hát xếp hạng khác
| Tên                                                                                        | Năm  | Vị trí xếp hạng cao nhất | Vị trí xếp hạng cao nhất | Album         |
| Tên                                                                                        | Năm  | UK                       | NZ                       | Album         |
| ------------------------------------------------------------------------------------------ | ---- | ------------------------ | ------------------------ | ------------- |
| "Human"                                                                                    | 2010 | 155                      | —                        | Bright Lights |
| "Little Dreams"                                                                            | 2010 | 183                      | —                        | Bright Lights |
| "Home"                                                                                     | 2010 | 189                      | —                        | Bright Lights |
| "Only You"                                                                                 | 2013 | —                        | 37                       | Halcyon       |
| "Keep On Dancin'"                                                                          | 2015 | 192                      | —                        | Delirium      |
| "—" biểu thị bản thu không có trong bảng xếp hạng hoặc không được phát hành trong khu vực. |      |                          |                          |               |

## Video âm nhạc
| Tên                                                                   | Năm  | Đạo diễn                          | Có liên quan |
| --------------------------------------------------------------------- | ---- | --------------------------------- | ------------ |
| "Under the Sheets"                                                    | 2009 | Lennox Brothers                   | [ 113 ]      |
| "Starry Eyed"                                                         | 2010 | OneInThree                        | [ 114 ]      |
| "Guns and Horses"                                                     | 2010 | Petro                             | [ 115 ]      |
| "The Writer"                                                          | 2010 | Chris Cottam                      | [ 116 ]      |
| "Your Song"                                                           | 2010 | Ben Coughlan and Max Knight       | [ 117 ]      |
| "Wonderman" (Tinie Tempah hợp tác cùng Ellie Goulding)                | 2011 | Robert Hales                      | [ 118 ]      |
| "Lights"                                                              | 2011 | Sophie Muller                     | [ 119 ]      |
| "Starry Eyed" (US version)                                            | 2011 | Dugan O'Neal                      | [ 120 ]      |
| "Hanging On" (hợp tác cùng Tinie Tempah)                              | 2012 | Ben Newbury                       | [ 121 ]      |
| "Anything Could Happen"                                               | 2012 | Floria Sigismondi                 | [ 122 ]      |
| "I Know You Care"                                                     | 2012 | Ben Coughlan                      | [ 123 ]      |
| "Figure 8"                                                            | 2012 | W.I.Z.                            | [ 124 ]      |
| "Explosions"                                                          | 2013 | Yuliya Miroshnikova               | [ 125 ]      |
| "I Need Your Love" (Calvin Harris hợp tác cùng Ellie Goulding)        | 2013 | Emil Nava                         | [ 126 ]      |
| "Tessellate"                                                          | 2013 | Ben Newbury                       | [ 127 ]      |
| "Burn"                                                                | 2013 | Mike Sharpe                       | [ 128 ]      |
| "Midas Touch" (with Burns)                                            | 2013 | Samuel Stephenson                 | [ 129 ]      |
| "How Long Will I Love You" (About Time version)                       | 2013 | Mike Sharpe                       | [ 130 ]      |
| "How Long Will I Love You" (Tom & Issy version)                       | 2013 | Roger Michell                     | [ 131 ]      |
| "Goodness Gracious"                                                   | 2014 | Kinga Burza                       | [ 132 ]      |
| "Under Control" (Halcyon Days UK Tour Video)                          | 2014 | Conor McDonnell                   | [ 133 ]      |
| "Beating Heart"                                                       | 2014 | Ben Newbury                       | [ 134 ]      |
| "Outside" (Calvin Harris hợp tác cùng Ellie Goulding)                 | 2014 | Emil Nava                         | [ 135 ]      |
| "Do They Know It's Christmas?" (as part of Band Aid 30)               | 2014 | Andy Morahan                      | [ 136 ]      |
| "Love Me like You Do"                                                 | 2015 | Georgia Hudson                    | [ 137 ]      |
| "Powerful" (Major Lazer hợp tác cùng Ellie Goulding and Tarrus Riley) | 2015 | James Slater                      | [ 138 ]      |
| "On My Mind"                                                          | 2015 | Emil Nava                         | [ 139 ]      |
| "Army"                                                                | 2016 | Conor McDonnell                   | [ 140 ]      |
| "Something in the Way You Move"                                       | 2016 | Ed Coleman                        | [ 141 ]      |
| "Still Falling for You"                                               | 2016 | Emil Nava                         | [ 142 ]      |
| "First Time" (with Kygo)                                              | 2017 | Mathew Cullen                     | [ 143 ]      |
| "Something in the Way You Move" (version two)                         | 2017 | Emil Nava                         | [ 144 ]      |
| "Close to Me" (with Diplo hợp tác cùng Swae Lee)                      | 2018 | Diane Martel                      | [ 145 ]      |
| "Flux"                                                                | 2019 | Rhianne White                     | [ 146 ]      |
| "Sixteen"                                                             | 2019 | Tim Mattia                        | [ 147 ]      |
| "Hate Me" (with Juice Wrld)                                           | 2019 | Saam Farahmand                    | [ 148 ]      |
| "River"                                                               | 2019 | David Soutar                      | [ 149 ]      |
| "Worry About Me" (hợp tác cùng Blackbear)                             | 2020 | Emil Nava                         | [ 150 ]      |
| "Power"                                                               | 2020 | Imogen Snell and Riccardo Castano | [ 151 ]      |
| "Love I'm Given"                                                      | 2020 | Rianne White                      | [ 152 ]      |
| "Easy Lover" (hợp tác cùng Big Sean)                                  | 2022 | Sophia Ray                        | [ 153 ]      |